# Par de Ases
Par de Ases es un programa de televisión mexicano creado por Jorge Ortiz de Pinedo para Televisa y transmitido por el Canal de las Estrellas en 2005 donde se hacían sketches y estaba protagonizado por dos de los comediantes más famosos de las décadas de 1970 y 1980: Luis de Alba y Alejandro Suárez.

## Sinopsis
Este programa se trata de revivir el humor blanco (muy usado en las décadas de 1970 y 1980) con personajes que la gente ya conoce y le gustan como "El Pirrurris", "Vulgarcito", "Juan Camaney", "El Simpatías", "Maclovio", "Don Severo", entre otros, asi como tambien traer personajes nuevos que son y seran del agrado de chicos y grandes con un programa apto para toda la familia.
El programa en sí es totalmente familiar, sin necesidad de recurrir al uso de albures, dobles sentidos, ni tampoco groserías, por lo tanto solo maneja recurso de humor blanco. Sin necesidad de fumar ni beber ni vestirse de mujer de manera ofensiva.
Ante ello añadió Alejandro Suárez: "Somos hombres, no payasos".
El programa es como una especie de reconocimiento a los dos comediantes por su trayectoria, por ser admirados y queridos por el público, con sus frases que han sido incorporadas al español como "Soy guarín, pero me fijo", "naco" y "te traigo finto" dicho por Jorge Ortiz de Pinedo. 
El programa fue estrenado el día miércoles 5 de enero del 2005 a las 10 de la noche por el Canal de las Estrellas.

## Elenco
- Luis de Alba
- Alejandro Suárez
- Aleida Núñez
- Juan Verduzco
- Rubén Cerda
- Jaime Rubiel
- Zamorita
- Alma Cero
- Vicky Palacios
- Jenny Lore
- Ligia Robles
- Alejandra Ochoa
- Luis Arcaraz Jr.
- Vadhir Derbez
- Alejandra Meyer
- Ricardo Margaleff
- David Villalpando

## Personajes

### Luis de Alba
- El Pirrurris - En su sección "Nacovery Channel" comparará a los "pirrilines" y a los "nacos" para ver como hablan y lo que hacen
- Juan Camaney - Con su frase "Chido, Chido, Chido" y "Bailo tango, masco chicle, pego duro y tengo viejas de a montón tururú"
- Peritos - Famoso por su "Yo soy de León" y su "Can Can Can Can Can"
- Juan Penas - Por lo general canta canciones del acuerdo al lugar en el que está
- Maclovio Jackson Smith - Un Indio que sabe aprovechar las oportunidades
- Ptolomeo - Parodia del filósofo griego
- Hermano Sol - Intentará llevar por el buen camino a las personas que se encuentre
- La Britney - Una criada no tan criada,pero a la vez muy entretenida

### Alejandro Suárez
- Vulgarcito - Famoso por su frase de "Te traigo finto"
- El Simpatías - Siempre intentado alegrar la ocasión con sus chistes
- El Telúrico - Un loco peligroso
- Don Severo - Un padre muy estricto
- Amado Tomillo - Siempre pensando "Lo haré, no lo haré"
- El Vate del Calcho (La Palabra Canta) - Diciendo sus poesías más célebres
- Nerón - Parodia del emperador romano
- El Papa Nazzi - Un fotógrafo indiscreto (Parodia de los Paparazzi)
- El Profe - Un profesor que explica todo a base de pizarrón y rotafolios con dibujos un tanto cuanto satiricos y divertidos
- El Gallego - Un tendero de Galicia que es un tanto cuanto dispar pero a la vez divertido también.